# Bauma (Zurich)
Bauma est une commune suisse du canton de Zurich.

Photo aérienne prise à 300 m par Walter Mittelholzer (1927).

## Histoire
Le 1er janvier 2015, la commune intègre sa voisine de Sternenberg.